# Genobavd (3. stoletje)
Genobavd je bil manjši frankovski kralj, ki je vladal  v poznem 3. stoletju. 
O Genobavdu je malo znanega. Germanski napadi na regijo okoli Auguste Treverorum so izzvali rimsko protiofenzivo pod cesarjem Maksimijanom. Maksimijan je večkrat prečkal Ren in premagal napadalce.
 Podjarmljeni Genobavd je z Rimom sklenil sporazum in priznal rimsko oblast in bil v zameno potrjen za malega kralja. 
V Panegiriku iz leta 289 je omenjeno samo podjarmljenje Genobavda, ne pa tudi to, da je bil Frank. V Panegiriku iz leta 291 so prvič v kakšnem rimskem viru omenjeni Franki (Franci). Frankovske napade okoli leta 257 je dokumentiral šele poznoantični zgodovinar Avrelij Viktor. Opis v Panegiriku iz leta 291 se ujema s prej opisanim Genobavdovim podjarmljenjem, zato se Genobavda obravnavajo kot Franka, čeprav je bil morda vodja Hamavov, vendar to ni dokazano. 
Sorodstvo s frankovskim vojskovodjo Genobavdom, ki je živel dobrih 100 let kasneje, ni mogoče dokazati, je pa možno.